# Synaphris toliara
Synaphris toliara is een spinnensoort uit de familie Synaphridae. De soort komt voor in Madagaskar.